# Reperfusionsschaden
Als Reperfusionsschaden wird ein Krankheitsprozess bezeichnet, der durch die wiederhergestellte Durchblutung nach einer mehr oder weniger lang andauernden Minderdurchblutung (Ischämie) einer Extremität (z. B. infolge des Tourniquet-Syndroms) oder eines Organs ausgelöst wird. Der Begriff Reperfusionsparadox bezeichnet den scheinbaren Widerspruch, dass die erneute Durchblutung zu zusätzlichen Schäden führen kann.

## Vorkommen
Die Ursache der Ischämie kann ein akuter arterieller Verschluss (Embolie), eine Gefäßverletzung im Rahmen eines Traumas oder längerdauernde Kompression der zuführenden Arterie von außen (Abbinden, Blutsperre) sein. Reperfusionsschäden kommen in verschiedenen medizinischen Fachgebieten vor und haben dort jeweils eine eigenständige klinische Bedeutung:
- In der Transplantationsmedizin entsteht der Reperfusionsschaden durch Wiederdurchblutung des Transplantats. In seiner Folge können Abstoßungsreaktionen, Organversagen und Schädigungen des Gesamtorganismus durch toxische Reaktionen entstehen.
- In der Kardiologie kommt der Reperfusionsschaden bei der Behandlung des akuten Herzinfarkts, beispielsweise durch PTCA, Thrombolyse oder Stentimplantation vor.
- In der Neurologie kennt man Reperfusionsschäden des Gehirnes nach interventioneller Versorgung von Gefäßverengungen oder Gefäßverschlüssen bei Schlaganfallpatienten.
- In der Gefäßchirurgie kommt es nach Revaskularisation eines Verschlusses eines arteriellen Stromgebietes zu einem Reperfusionsschaden, dessen Ausmaß nicht nur von der Dauer des Verschlusses, sondern vor allem von seiner Lokalisation abhängt.
- In der Traumatologie kommen hauptsächlich Reperfusionsschäden nach Verletzung großer Extremitätenarterien vor.

## Krankheitsbild
Zu unterscheiden sind lokale Schäden der betroffenen Körperregion einerseits und systemische Mechanismen und Folgen (z. B. Azidose) für den Gesamtorganismus andererseits.
Klinische Zeichen der lokalen Gewebsschädigung sind Überwärmung, Rötung und Schwellung der betroffenen Körperregion. An einem Bein oder Arm kann dies bis hin zur Entwicklung eines Kompartmentsyndroms und Rhabdomyolyse führen.
Beim Reperfusionssyndrom des Gehirnes können sich ein lokales Hirnödem und zerebrale Einblutungen entwickeln und in Form von fokalen neurologischen Ausfallsymptomen, epileptischen Anfällen sowie Orientierungs- und Bewusstseinsstörungen äußern.
Generalisiert können die Symptome von leichter Beschleunigung der Spontanatmung (Tachypnoe) bis hin zu Blutdruckabfall, Herzrhythmusstörungen infolge Hyperkaliämie, Gerinnungsstörungen, Nierenversagen oder gar Herz-Kreislaufstillstand reichen. Die Schwere des Reperfusionsschadens hängt von der Dauer der Ischämie sowie von der betroffenen Körperregion ab. Eine schwere Form des Reperfusionsschadens kann sich beispielsweise nach akutem Leriche-Syndrom (Verschluss der unteren Bauchschlagader – Aorta abdominalis – durch einen „reitenden“ Thrombus in der Aufzweigung in die Beckenschlagadern) entwickeln.

## Pathophysiologie
Der pathophysiologische Ablauf, der zum Reperfusionsschaden führt, entwickelt sich wie folgt:
Der Sauerstoffmangel während der Ischämie führt innerhalb weniger Minuten zu einem nahezu vollständigen Abbau von ATP, dem universellen Energielieferanten der Zelle, was zu einem Anstieg von Hypoxanthin führt. Gleichzeitig kommt es, aufgrund des Funktionsstopps der ATP-abhängigen Ionentransporter, zu Kaliumausstrom und Calciumeinstrom. Dies und der Anstieg von Hypoxanthin führen zu einer funktionellen Änderung des Enzyms Xanthindehydrogenase zu Xanthinoxidase, welches das Hypoxanthin unter Anwesenheit von Sauerstoff bei wiedererfolgter Reperfusion zu Xanthin oxidiert. Die bei dieser Umwandlung entstehenden freien Sauerstoffradikale wie zum Beispiel Superoxid, Wasserstoffperoxid oder Hydroxyl-Radikale, können durch Lipidperoxidation Zellmembranen schädigen und so zu einem Fortschreiten des durch die vorausgegangene Blutleere verursachten Schadens beitragen.
Neben diesen direkten zellschädigenden Wirkungen regen Sauerstoffradikale vor allem auch neutrophile Granulozyten und darüber hinaus die Ausbildung von Adhäsionsmolekülen an. Die Folge ist eine verstärkte Bindung der weißen Blutkörperchen an das Endothel der kleineren Blutgefäße und die Wanderung dieser weißen Blutkörperchen in das umliegende Gewebe. Dort können vor allem angeregte neutrophile Granulozyten wiederum ihrerseits große Mengen an Sauerstoffradikalen und zum Teil selbst aggressiv wirkende Botenstoffe, wie zum Beispiel den plättchenaktivierenden Faktor (PAF) oder Leukotriene, freisetzen. Dadurch werden neue weiße Blutkörperchen angeregt, die sich im geschädigten Gewebe anhäufen.
Durch diese Reaktionskette kann ein sich selbst unterhaltender Teufelskreis mit ständig neuer Sauerstoffradikalbildung und Anregung der weißen Blutkörperchen entstehen. Die Freisetzung zellschädigender Granula und die Bildung aggressiver Sauerstoff-Stoffwechselzwischenprodukte bewirkt eine weitere Gewebeschädigung, eine massive Erhöhung der Durchlässigkeit des Endothels und eine weitere Zunahme des Ödems. Neben dem steigenden Gewebedruck, der eine beachtliche Behinderung der Wiederdurchströmung mit Blut darstellen kann, führt die Vergrößerung der Strömungsstrecke durch das Gewebe darüber hinaus zu einer Verschlechterung der durch Minderdurchblutung übersäuerten Stoffwechsellage und so zu einer Verstärkung des Gewebeschadens.
Neben Selektinen, die hauptsächlich den ersten Kontakt der weißen Blutkörperchen zum Gefäßendothel vermitteln, stellten sich VCAM-1 (vascular cell adhesion molecule 1) und vor allem ICAM-1 (intercellular adhesion molecule 1) als die wichtigsten Adhäsionsmoleküle heraus, welche zur Wanderung der weißen Blutkörperchen durch das Gefäßendothel notwendig sind.
Sollte die Durchblutung des Gewebes wieder hergestellt werden, also neuer Sauerstoff für oxidative Reaktionen zur Verfügung stehen, beginnt die Umwandlung von Hypoxanthin zu Xanthin, wobei massiv freie Sauerstoffradikale gebildet werden, welche das Gewebe weiter schädigen.

## Behandlung
Die Therapie des Reperfusionssyndromes ist maßgeblich abhängig von der betroffenen Körperregion. Zudem kommen präventiven Strategien vor prädisponierenden Eingriffen am Gefäßsystem eine große Bedeutung zu. So wird geraten, hypertensive Blutdruckwerte nach Eröffnung von Gefäßverschlüssen konsequent zu senken. Ein vielversprechender Ansatz in der Gefäßchirurgie ist zudem der Einsatz der therapeutischen Hypothermie. Intraoperativ kann durch den Anästhesisten unmittelbar durch Hyperventilation der metabolischen Azidose entgegengewirkt werden, ggf. muss die Azidose zusätzlich mit Natriumbicarbonat „gepuffert“ werden. Bei schweren Verläufen kommen kreislaufstützende Medikamente (Katecholamine) zur Anwendung.